# 截面空心零件
截面空心零件是一种常見的金属型材，此類金属型材的特點是它的截面其實是空心的，而且這個截面可以是圆形、方形、矩形或椭圆形。另外截面空心零件都由结构钢製成。